# Petrey
Petrey – miasto w Stanach Zjednoczonych, w stanie Alabama, w hrabstwie Crenshaw. W roku 2023 miasto zamieszkiwały 64 osoby, a gęstość zaludnienia wynosiła 33 osoby/km².